# عضل (جنس)
العَضَل (الاسم العلمي: Gerbillus) جنس من القوارض يضم معظم العضلان الشائعة ويشمل نحو ستين نوعاً تنتشر في المناطق الجافة من شمال وشرق أفريقيا وجنوب وجنوب غرب آسيا.

## الوصف
حيوانات صغيرة طول جسمها 5-13 سنتيمتر وذيلها 7-18 سم ووزنها 10-63 غرام.
والسمة المميزة لهذا الحيوان أنه لا يقرب الماء طوال حياته ولكنه يتغذي علي ساق النباتات العصارية ويستخلص الماء اللازم منها، ويعيش في مناطق مرتفعة الحرارة ولذا هو دائما ما ينشط ليلا، ويركز البول حتي لا يفقد الكثير من الماء وغالبا ما يعيش في كهوف رطبة أثناء النهار.